# Patrick O'Neal
Patrick O'Neal (26 de septiembre de 1927 – 9 de septiembre de 1994) fue un actor teatral, cinematográfico y televisivo de nacionalidad estadounidense. También fue propietario de varios restaurantes de éxito en la ciudad de Nueva York.

## Biografía

### Primeros años
Nacido en Ocala, Florida, sus padres eran Martha y Coke Wisdom O'Neal. Se graduó en la Universidad de Florida en Gainesville (Florida), y durante la Guerra de Corea dirigió diversos cortos de entrenamiento mientras servía en la Fuerza Aérea de los Estados Unidos. Tras su período militar, se trasladó a Nueva York y estudió en el Actors Studio y en el Neighborhood Playhouse.

### Carrera
O'Neal trabajó principalmente como artista invitado en producciones televisivas a lo largo de cuatro décadas a partir de la de 1950. En los inicios de la de 1960 recibió la aclamación de la crítica por su primer papel teatral en el circuito de Broadway en la obra de Tennessee Williams La noche de la iguana, pero no pudo repetir como protagonista en la adaptación cinematográfica de 1964, ya que fue Richard Burton quien se hizo con el papel. O'Neal actuó en diversos largometrajes mediada la década de 1960 y, en 1969, hizo uno de los principales papeles de la cinta de John Huston La carta del Kremlin.
Con su esposa y con su hermano Michael, O'Neal fue copropietario de varios restaurantes de éxito, entre ellos el Ginger Man (más adelante O'Neal's Restaurant) y la Landmark Tavern, ambos locales en Manhattan.

### Vida personal
O'Neal se casó con la actriz Cynthia Baxter en 1956, con la que tuvo dos hijos, Maximilian y Fitzjohn. Enfermo de cáncer y tuberculosis, Patrick O'Neal falleció en 1994 a causa de una insuficiencia respiratoria en el Saint Vincent's Catholic Medical Center de la ciudad de Nueva York. Tenía 66 años de edad.

## Filmografía

### Televisión
- Thriller
- The Pepsi-Cola Playhouse
- Appointment with Adventure (1955–1956, CBS, 2 episodios)
- Dick and the Duchess (1957–1958). Actuó junto a Hazel Court en esta sitcom de la CBS rodada en Londres, Inglaterra.
- One Step Beyond (1959)… Episodio: "The Return of Mitchell Campion"
- Diagnosis: Unknown (1960), con Chester Morris, Phyllis Newman y Martin Huston
- Naked City (1962)
- The Twilight Zone (1963)… Episodio: "A Short Drink From a Certain Fountain"
- The Outer Limits (1964)… Episodio: "Wolf 359", en el papel de Jonathan Meridith
- Galería Nocturna (1971) Episodio: "A Fear of Spiders"
- Columbo: Blueprint For Murder (1972)… como Elliot Markham
- Doris Day Show: (1972-1973)…como Jonathan Rusk
- Columbo: Make Me A Perfect Murder (1978)… como Frank Flanagan
- Kaz (1978-1979)
- Emerald Point N.A.S. (1983-1984)
- War Chronicles (1984-1987)

### Broadway
- La noche de la iguana (obra de Tennessee Williams) – como el Reverendo Shannon

### Cine
- The Black Shield of Falworth (Coraza negra) (1954)
- From the Terrace (Desde la terraza) (1960)
- El cardenal (1963)
- In Harm's Way (Primera victoria) (1965)
- King Rat (1965)
- Chamber of Horrors (1966)
- Álvarez Kelly (1966)
- A Fine Madness (Un loco maravilloso) (1966)
- Matchless Año 1967 Duración 100 min. País Italia Italia
- Where Were You When the Lights Went Out? (Anoche, cuando se apagó la luz) (1968)
- The Secret Life of an American Wife (1968)
- Assignment to Kill (1968)
- Castle Keep (La fortaleza) (1969)
- Stiletto (El precio del placer) (1969)
- La carta del Kremlin (1970)
- The Way We Were (1973)
- Silent Night, Bloody Night (1974)
- The Stepford Wives (1975)
- The Stuff (1985)
- Like Father Like Son (De tal palo tal astilla) (1987)
- Q & A (1990)
- Alice (1990)
- For the Boys (Ayer, hoy y siempre) (1991)
- Alerta máxima (1992)